# Joe Dickenson
Joseph Dickenson là một cầu thủ bóng đá người Anh. Ông ra mắt tạiFootball League năm 1892 cho Bolton Wanderers và có 42 lần ra sân cho câu lạc bộ, ghi 11 bàn thắng. Ông cũng thi đấu cho câu lạc bộ tại Chung kết Cúp FA 1894. Năm 1894 ông chuyển đến New Brompton và có 11 trận ra sân trong mùa giải đầu tiên của câu lạc bộ tại Southern Football League. Sau khi thi đấu cho Chatham và Grays United ông trở lại New Brompton năm 1903 và ra sân 2 trận nữa..